# Patrick McHenry
Patrick Timothy McHenry (Gastonia, 22 de octubre de 1975) es un político estadounidense, miembro de la Cámara de Representantes por el 10.º distrito congresional de Carolina del Norte desde 2005 hasta 2025 y miembro del Partido Republicano. Su distrito incluye las ciudades de Hickory y Mooresville. Fue presidente interino de la Cámara de Representantes de Estados Unidos del 3 al 25 de octubre de 2023 después de la destitución de Kevin McCarthy.
Previamente, McHenry fue miembro de la Cámara de Representantes de Carolina del Norte de 2003 a 2005. Luego de ingresar a la Cámara de Representantes, McHenry se desempeñó como jefe adjunto republicano de la Cámara de 2014 a 2019, miembro de alto rango del Comité de Servicios Financieros de la Cámara de 2019 a 2023 y presidente del Comité de Servicios Financieros de la Cámara desde 2023.

## Primeros años, educación y carrera
McHenry asistió a la Universidad Estatal de Carolina del Norte antes de transferirse al Belmont Abbey College. En Belmont, fundó el capítulo republicano universitario de la escuela, luego se convirtió en presidente de la Federación de Republicanos Universitarios de Carolina del Norte y tesorero del Comité Nacional Republicano Universitario.
En 1998, mientras cursaba el tercer año de universidad, McHenry se postuló para la Cámara de Representantes de Carolina del Norte. Ganó las primarias republicanas pero perdió las elecciones generales.
Después de obtener una licenciatura en Historia en 1999, McHenry trabajó para la firma consultora de medios DCI/New Media, en Washington D. C. Estuvo involucrado en la campaña de Rick Lazio en las elecciones al Senado de los Estados Unidos de 2000 en Nueva York; su proyecto principal era administrar un sitio web, NotHillary.com. En 2012, recibió un MBA honorario en emprendimiento de la ahora cerrada Universidad de Yorktown.

## Carrera política temprana
A mediados del 2000, Karl Rove contrató a McHenry para que fuera el director de la Coalición Nacional para la campaña presidencial de 2000 de George W. Bush. A finales de 2000 y principios de 2001, fue coordinador voluntario del comité inaugural de Bush. Después de trabajar durante seis meses en 2001 como asistente especial de Elaine Chao, Secretaria de Trabajo de los Estados Unidos, McHenry regresó a Carolina del Norte y se postuló nuevamente para la Asamblea General de Carolina del Norte, ganando en las elecciones de 2002.
McHenry, residente de Denver, Carolina del Norte, representó al distrito 109.º de la Cámara del estado, incluidos los electores del condado de Gaston, durante la sesión 2003-2004. Formó parte del Comité de Asignaciones de la Cámara.

## Cámara de Representantes de Estados Unidos
A los 33 años, McHenry era el miembro más joven del 110º Congreso de los Estados Unidos. Es vicepresidente adjunto y vicepresidente de finanzas del comité ejecutivo del Comité Nacional Republicano del Congreso.

## Vida personal
McHenry ha estado casado con Giulia Cangiano desde 2010. Viven en Denver, Carolina del Norte y tienen tres hijos.
En 2023, el congresista republicano Mike Lawler le dijo a la entrevistadora Julie Mason que McHenry había salvado la vida de su hija de quince meses después de que se atragantase con comida en un evento.